# Tuffi ai XXII Giochi centramericani e caraibici
Le gare di tuffi ai XXII Giochi centramericani e caraibici si sono svolte dal 25 al 30 novembre 2014, presso il Centro de Acuático Leyes de Reforma di Veracruz, in Messico. Sono state disputate un totale di 9 gare: 4 maschili e 5 femminili.

## Podi

### Uomini
| Evento                      | Oro                                   | Punteggio | Argento                                              | Punteggio | Bronzo                         | Punteggio |
| Tuffi individuali           |                                       |           |                                                      |           |                                |           |
| Trampolino 1 m (dettagli)   | Sebastián Morales                     | 411.35    | Julián Sánchez                                       | 392.80    | Rafael Quintero                | 390.35    |
| Trampolino 3 m (dettagli)   | Sebastián Morales                     | 422.20    | Julián Sánchez                                       | 421.90    | Yahel Castillo                 | 400.05    |
| Piattaforma 10 m (dettagli) | Iván García                           | 502.70    | José Ruvalcaba                                       | 483.35    | Rafael Quintero                | 468.65    |
| Tuffi sincronizzati         |                                       |           |                                                      |           |                                |           |
| Trampolino 3 m (dettagli)   | Messico Julián Sánchez Yahel Castillo | 411.57    | Colombia Sebastián Villa Castañeda Sebastián Morales | 388.38    | Cuba Rene Hernández Jorge Pupo | 377.34    |

### Donne
| Evento                      | Oro                                         | Punteggio | Argento                                         | Punteggio | Bronzo                                            | Punteggio |
| Tuffi individuali           |                                             |           |                                                 |           |                                                   |           |
| Trampolino 1 m (dettagli)   | Dolores Hernández                           | 279.30    | Diana Isabel Pineda Zuleta                      | 260.35    | Lidia Vargas                                      | 246.30    |
| Trampolino 3 m (dettagli)   | Dolores Hernández                           | 332.25    | Diana Isabel Pineda Zuleta                      | 302.90    | María Betancourt                                  | 268.80    |
| Piattaforma 10 m (dettagli) | Alejandra Estrella                          | 337.10    | María Betancourt                                | 287.20    | Gabriela Agúndez                                  | 271.60    |
| Tuffi sincronizzati         |                                             |           |                                                 |           |                                                   |           |
| Trampolino 3 m (dettagli)   | Messico Arantxa Chavez Dolores Hernández    | 304.20    | Colombia Diana Isabel Pineda Zuleta Sara Bedoya | 266.16    | Porto Rico Luisa Maria Jimenez Jeniffer Fernández | 250.02    |
| Piattaforma 10 m (dettagli) | Messico Gabriela Agúndez Alejandra Estrella | 291.18    | Cuba Yaima Mena Annia Rivera                    | 270.48    | Colombia Sara Carolina Pérez Viviana Uribe        | 241.74    |

## Medagliere
| Pos.   | Paese      | Oro | Argento | Bronzo | Totale |
| ------ | ---------- | --- | ------- | ------ | ------ |
| 1      | Messico    | 7   | 3       | 2      | 12     |
| 2      | Colombia   | 2   | 4       | 1      | 7      |
| 3      | Cuba       | 0   | 1       | 2      | 3      |
| 4      | Venezuela  | 0   | 1       | 1      | 2      |
| 5      | Porto Rico | 0   | 0       | 3      | 3      |
| Totale | Totale     | 9   | 9       | 9      | 27     |